# Finnmark fylke
För andra betydelser, se Finnmark.
Finnmark fylke (nordsamiska: Finnmárkku fylka, kvänska: Finnmarkun fylkki, finska: Finnmarkin lääni) är det nordligaste och östligaste av Norges fylken. Arean är 48 637 kvadratkilometer och befolkningen omfattade 73 812 invånare år 2008, vilket motsvarar 1,6 procent av Norges befolkning.
Namnet Finnmark översätts idag ofta till "samernas land". Precis som i Sverige kallades länge både samer och olika finska grupper för finnar, så om namnet ursprungligen syftar på samer, kväner eller båda dessa grupper är oklart.
Finnmarksvidda täcker 36 procent av Finnmarks yta.

## Historia
De första människorna antas ha börjat befolka Finnmark så tidigt som för 10 000 år sedan. Komsakulturen är den äldsta kända i Finnmark, och är uppkallad efter de första fynden vid Komsafjället i Alta. De äldsta fynden har daterats till 8000–7000 före Kristus.
Det är osäkert hur långt tillbaka samisk bosättning i Finnmark kan dateras, men den har åtminstone funnits hundratals år före Kristi födelse. Från folkvandringstiden handlade samerna med nordliga bosättare längs kusten av Nordland och Troms fylken. Vid näset mellan Tanaälven och Karlebotnmyrene vid Gollevárri finns det största fångstsystemet för vildren i Norge. Anläggningen, som omfattar 530 fallgravar, anlades troligen på medeltiden. En av de allra äldsta beskrivningarna av Norge, Ottar från Hålogalands berättelse från år 890 beskriver i särskilt hög grad Troms och Finnmark. Troms hade norska bosättningar medan Finnmark beboddes då bara av samer, men norrmän fiskade och fångade val där och handlade med samerna.
De första norska bosättningarna i Finnmark skedde i samband med uppförandet av den första kyrkan och den första fästningen i Vardø 1307. På grund av handeln med fisk med Mellaneuropa etablerade sig då norska fiskare längs Finnmarkskusten. På 1400-talet var det goda tider för fiskarna, medan lägre fiskpriser försämrade villkoren under 1500- och 1600-talen. Under 1800-talet fick den norska koloniseringen ny fart, dels på grund av större ekonomisk aktivitet och dels på grund av en uttalad norsk vilja att etablera närvaro i området.
Finnmark drabbades hårt av andra världskriget, då Kirkenes 1941 låg i frontlinjen, och bombades över trehundra gånger av sovjetiskt flyg. Även Vardø och Vadsø bombades, och fartyg drabbades också. Den tyska armén tillämpade vid sin reträtt hösten 1944 den brända jordens taktik, med målet att inte låta några resurser kunna utnyttjas av de sovjetiska trupperna. Detta innebar att nästan alla byggnader och en stor del av infrastrukturen i området förstördes. Ungefär 60 000 civila tvångsevakuerades söderut. Många gömde sig i hopp om att få hjälp av ryssarna men dessa höll sig från området tills krigsslutet så att betydande nöd uppstod.
Tidigt efter kriget började Finnmark återuppbyggas, men norska myndigheter var redo att bränna ned fylket i händelse av krig med Sovjetunionen under Kalla kriget. Försvaret har också under efterkrigstiden varit omfattande i fylket, eftersom gränsen mot Sovjetunionen var Natos enda landgräns med Sovjetunionen fram till 1952.

### Troms og Finnmark fylke
Den 1 januari 2020 inrättades Troms og Finnmark fylke genom en sammanslagning av Troms fylke och Finnmark fylke. Från och med 2020 och fram till 31 december 2023 var Finnmark en del av den sammanslagna fylkeskommunen Troms og Finnmark.
De lokalpolitiska myndigheterna i det nya sammanslagna fylket godtog inte sammanslagningen och sökte i juni 2020 om att upphäva sammanslagningen. I juni 2022 godkände Stortinget uppdelningen. Det tidigare fylket Troms og Finnmark är därför på nytt uppdelat i Troms fylke respektive Finnmark fylke sedan den 1 januari 2024.

## Kommuner och tätorter
| Alta kommun - Alta - Amtmannsnes - Rafsbotn - Talvik - Tverrelvdalen Berlevågs kommun - Berlevåg Båtsfjords kommun - Båtsfjord Gamviks kommun - Gamvik - Mehamn Hammerfests kommun - Hammerfest - Kvalsund - Rypefjord Hasviks kommun - Breivikbotn - Hasvik Karasjoks kommun - Karasjok Kautokeino kommun - Kautokeino Lebesby kommun - Kjøllefjord | Loppa kommun - Øksfjord Måsøy kommun - Havøysund Nesseby kommun - Tätorter saknas Nordkapps kommun - Honningsvåg - Nordvågen Porsangers kommun - Lakselv Sør-Varangers kommun - Bjørnevatn - Hesseng - Kirkenes - Skytterhusfjellet Tana kommun - Tana bru Vadsø kommun - Vadsø - Vestre Jakobselv Vardø kommun - Vardø |

## Städer
I Finnmark fylke finns sex städer:
- Alta
- Hammerfest
- Honningsvåg
- Kirkenes
- Vadsø (residensstad)
- Vardø

## Bilder

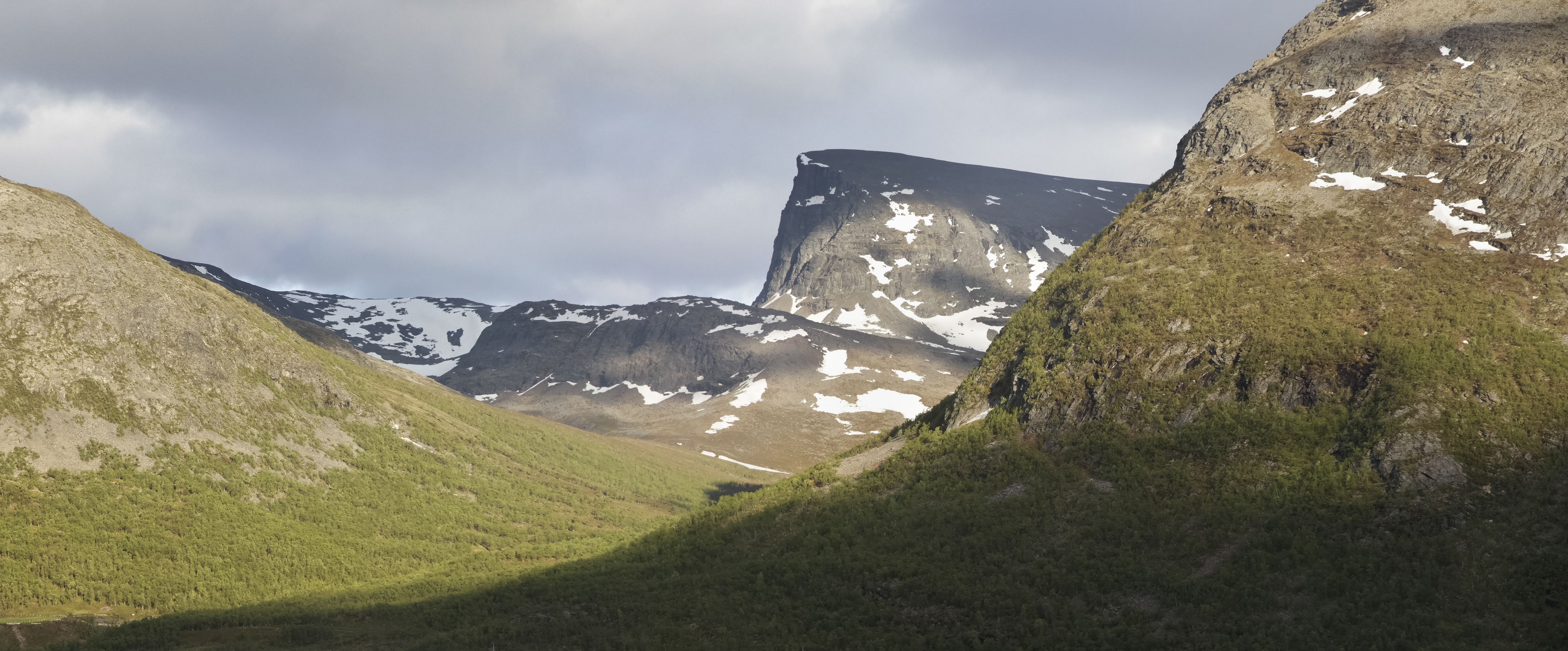
Kjerringdalen i Alta kommun.
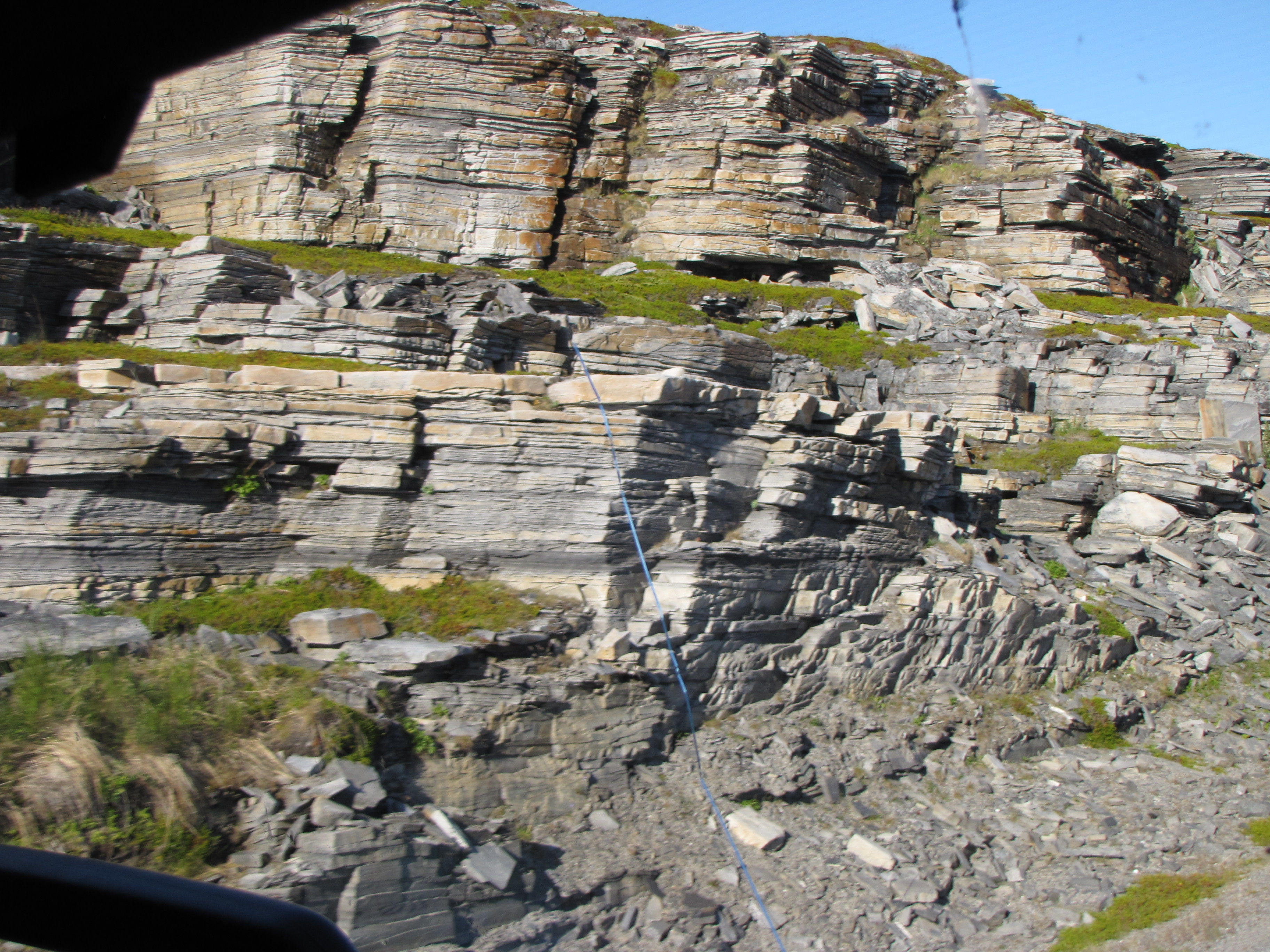
Skiffer vid E6.